# Cesare Monti (pittore)

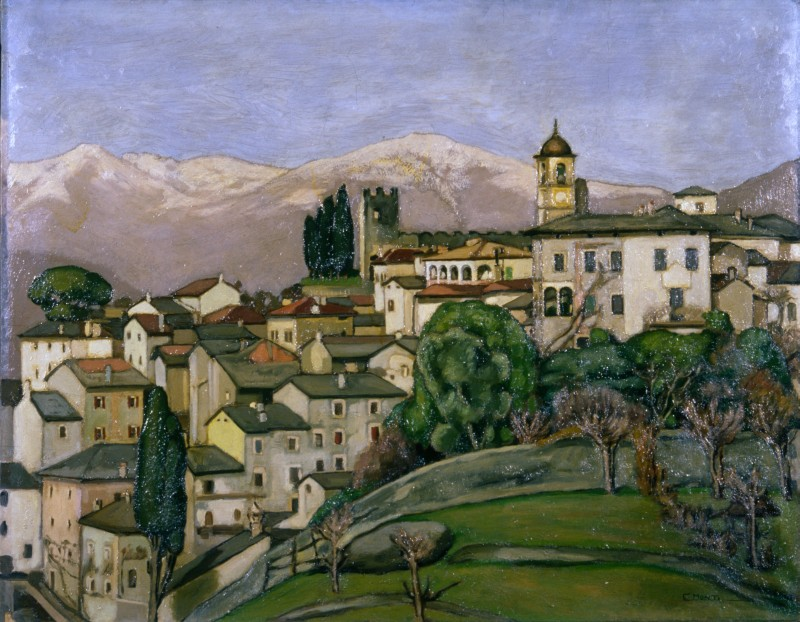
Corenno Plinio - Lago di Como, 1924 ca. (Fondazione Cariplo)

Cesare Monti (Brescia, 1891 – Bellano, 1959) è stato un pittore italiano.

## Biografia
Figlio di un barbiere, si recò giovanissimo a Parigi, dove tra il 1906 e il 1908 frequentò gli ambienti dei pittori impressionisti e post impressionisti e visitò i musei introducendosi alla conoscenza dei grandi maestri antichi e moderni. Rientrato in Italia si stabilì in Val Sabbia presso l'amico pittore Edoardo Togni. Nel 1912 per mezzo della borsa di studio "Legato Brozzoni" del comune di Brescia poté trasferirsi a Milano e iniziarvi nel 1915 l'attività di pittore, nello studio aperto in via Bagutta 11.
Lo scoppio della prima guerra mondiale, a cui partecipa, lo costringe ad una lunga pausa nella sua attività. Nel dopoguerra esordì nel 1920 alla Biennale di Venezia, alla quale continuò in seguito ad essere invitato fino al 1950 (nel 1940 vi ebbe una sala personale, con 28 opere esposte). Vinse una serie di premi e nel 1930 fu inoltre invitato all'"Esposizione permanente" della Biennale, insieme a Carlo Carrà, Pietro Marussig, Raffaele De Grada e Arturo Tosi.
Nella sua attività frequentò fin dagli esordi e fu strettamente legato al gruppo di Novecento, al quale non aderì mai ufficialmente: partecipò tuttavia alla mostra del gruppo del 1926. Nel 1927 espose 5 opere alla mostra collettiva "Quindici artisti del Novecento" della "Galleria Scopinich". Nello stesso anno, subito dopo partecipò con sei dipinti alla mostra "Italienische Maler", presso la Kunsthaus di Zurigo, alla mostra  Novecento italiano presso la Kunsthalle di Amburgo, e, ad ottobre, all'Esposizione d'Arte Italiana in Olanda ad Amsterdam.
Nel febbraio del 1929 fu invitato a partecipare con due opere ("La casa degli oleandri n.14" e "Nudo rosa n.15")  alla "II mostra del Novecento Italiano" presso la Permanente; a marzo partecipò ancora alla "Exposition du Novecento Italiano. Peinture, sculpture, decoration" presso la Société des Beaux-arts a Nizza e nel 1930 e nel 1932 espose alla Galleria Pesaro, prima con Anselmo Bucci e Ottavio Steffenini, poi con Donato Frisia e Mario Vellani Marchi, presentati da Enrico Somarè. Nel 1931 espose a Monaco e a Stoccolma, nella mostra "Il Novecento Italiano", e fu invitato alla prima edizione della Quadriennale di Roma, Nel 1934 espose nuovamente alle mostre allargate di "Novecento" (Stoccolma, Oslo, Amburgo, Berna).
Nel 1938 partecipò ancora presso la Galleria Pesaro, alla collettiva "Quattro pittori lombardi" e nel 1939 fu invitato a partecipare alla prima mostra di Corrente, nonostante le distanze stilistiche e di ideali con i giovani pittori ribelli, che mostravano però grande rispetto per la coerenza del collega più anziano. La sua evoluzione pittorica proseguì fino alla fine, passando dall'iniziale divisionismo ad una più libera pittura eseguita senza disegno, sull'onda dell'impressione, per giungere a confrontarsi coraggiosamente e consapevolmente con le nuove tendenze, in una sorta di figurativo/informale.